# Château de Pépinville
Le château de Pépinville est un château situé près de Richemont dans le département de la Moselle. Un incendie s'est déclaré le lundi 29 juillet 2024 ravageant toute la structure de la charpente, les pompiers ont réussi à sauvegarder la chapelle. 

## Historique
La plus ancienne mention connue monte à 1356. 
Le château a été détruit et reconstruit plusieurs fois. Au XVIe siècle, achat du site par une famille luxembourgeoise. Il a été restauré au XVIIIe siècle, comme le montre une photo de 1776. Une tour ronde a été remplacée par une chapelle en 1938.
Dans ce château est né en 1855 l'historien et académicien Louis Léon Théodore Gosselin connu sous le nom de G. Lenotre.
Des religieuses y installent un orphelinat à la fin du XIXe siècle. Un institut médico-psychopédagogique s'y installe en 1951. Le domaine a été repris par la suite par le centre socio-éducatif de Guénange.
Le 29 juillet 2024 un incendie s'est déclaré et a ravagé toute la structure de la charpente, grâce à la mobilisation des pompiers, la chapelle n'a subi aucun dommage. 